# Quamquam pluries
Quamquam pluries ("Aunque muchas veces", en español) es la trigésimo tercera encíclica del papa León XIII, publicada el 15 de agosto de 1889 en la basílica de san Pedro en Roma, en ella insta a los fieles a rezar por la Iglesia poniendo como intercesor a San José. Comenta su patrocinio y lo presenta como modelo para los padres de familia y los trabajadores.

## Invitación a rezar por la Iglesia
El papa comienzo señalando la necesidad de implorar la ayuda divina por la situación que atraviesa la Iglesia:

Aunque muchas veces antes Nos hemos dispuesto que se ofrezcan oraciones especiales en el mundo entero, para que las intenciones del Catolicismo fuesen insistentemente encomendadas a Dios, nadie considerará como motivo de sorpresa que Nos consideremos el momento presente como oportuno para inculcar nuevamente este mismo deber.
Aunque muchas veces antes Nos hemos dispuesto que se ofrezcan oraciones especiales en el mundo entero, para que las intenciones del Catolicismo fuesen insistentemente encomendadas a Dios, nadie considerará como motivo de sorpresa que Nos consideremos el momento presente como oportuno para inculcar nuevamente este mismo deber.
Quamquam pluries, Acta Sanctae Sedis, vol. XXII, p. 65.

Así se ha actuado -recuerda el Papa- en periodos de tensión-, y siempre, antes o después, se han obtenido frutos de esa oración. de esa oración. Pues los tiempos actuales no son menos dolorosos que los peores días pues, tal como expone la encíclica se ve disminuir en muchas almas la fe, y enfriarse la caridad y ataques abiertos o solapados contra el mismo Papa.  En esta situación León XIII quiere dirigirse al pueblo cristiano exhortándole a rezar con más celo e insistencia y, estando próximo el mes de octubre, consagrado a la Virgen María, bajo la advocación de Nuestra Señora del Riosario, acudir a su intercesión.

Sabemos que tenemos una ayuda segura en la maternal bondad de la Virgen, y estamos seguros de que jamás pondremos en vano nuestra confianza en ella. Si, en innumerables ocasiones, ha mostrado su poder en auxilio del mundo cristiano, ¿por qué habríamos de dudar de que ahora renueve la asistencia de su poder y favor, si en todas partes se le ofrecen humildes y constantes plegarias?
Quamquam pluries, Acta Sanctae Sedis, vol. XXII, pp. 65-66.

## La intercesión y patrocinio de San José
Planteado así un primer objetivo de la encíclica se anuncia también otro propósito, para hacer más eficaces esas oraciones, invocar junto con la Madre de Dios a San José, lo que agradará especialmente a su castísima esposa. Recuerda enseguida el Papa los motivos que avalan el patrocinio de San José sobre toda la Iglesia.

Las razones por las que el bienaventurado José debe ser considerado especial patrono de la Iglesia, y por las que a su vez, la Iglesia espera muchísimo de su tutela y patrocinio, nacen principalmente del hecho de que él es el esposo de María y padre putativo de Jesús. De aquí procede su dignidad, su santidad, su gloria. Es cierto que la dignidad de Madre de Dios llega tan alto que nada puede existir más sublime; sin embargo, porque entre la santísima Virgen y José se estableció un lazo conyugal, no hay duda de que a aquella altísima dignidad, por la que la Madre de Dios supera con mucho a todas las criaturas, él se acercó más que ningún otro.
Quamquam pluries, Acta Sanctae Sedis, vol. XXII, p. 66.

Dios le hizo compañero, testigo y custodio de la virginidad de María, y al mismo tiempo custodio y padre de Jesús. Unas tareas que José cumplió plenamente. El Papa recuerda cómo sostuvo con su trabajo a la Sagrada Familia, cuidó al Niño cuando era amenazado por Herodes, y fue siempre ayuda y apoyo de la Virgen y de Jesús. Lo mismo que María es madre de todos los cristianos, de algún modo José que es esposo de María y padre de Jesús, conserva cierta paternal autoridad sobre la Iglesia, a quien protege con su patrocinio.
Los Padres de la Iglesia han visto en José el hijo de Jacob un tipo de San José, así lo reafirma la liturgia. Pues aquel José se ganó el favor de su señor, y así pudo ayudar a su familia, y con su gobierno superar las calamidades que vinieron sobre Egipto; y de modo semejante San José, es custodio de la religión cristiana y debe ser tenido por protector y defensor de la Iglesia. Así, los hombres de todo tipo deben acercarse confiadamente a la tutela de san José; así:

Los padres de familia encuentran en José la mejor personificación de la paternal solicitud y vigilancia; los esposos, un perfecto de amor, de paz, de fidelidad conyugal; las vírgenes a la vez encuentran en él el modelo y protector de la integridad virginal. Los nobles de nacimiento aprenderán de José como custodiar su dignidad incluso en las desgracias; los ricos entenderán, por sus lecciones, cuáles son los bienes que han de ser deseados y obtenidos con el precio de su trabajo.
Quamquam pluries, , Acta Sanctae Sedis, vol. XXII, p. 68.

La encíclica continúa exponiendo que los trabajadores tienen especial derecho para recurrir y aprender de san José, que pasó su vida trabajando y ganó con fatiga el sustento de su familia. Una muestra de que el trabajo del obrero no es nada deshonroso, sino que unido a la virtud puede ser ennoblecido, tal como hizo san José contento con sus pocas posesiones supo pasar las pruebas de la fortuna con magnanimidad. 

## Oración a san José
El Papa pide que durante el mes de octubre se añada en el rezo del Santo Rosario una oración a San José con una fórmula preparada para esta ocasión, concediendo determinadas indulgencias cada vez que se rece. Además recomienda que, como ya se hace en algunos países, el mes de marzo se consagre al santo Patriarca con diarios ejercicios de piedad; y donde esta costumbre no sea fácil de establecer, al menos en cada parroquia se antes de la fiesta de San José, se celebre un triduo en su honor. Concluye así la encíclica impartiendo el papa, como es costumbre, su bendición apostólica.